# Lindenau (Horní Lužice)
Lindenau (hornolužickosrbsky Lipina) je obec v Horní Lužici v německé spolkové zemi Braniborsko. Nachází se v zemském okrese Horní Sprévský les-Lužice a má 757 obyvatel.

## Historie
První písemná zmínka o vsi pochází z roku 1495, kdy je uváděna jako Lindenaw. Od roku 1543 je ve vsi uváděn rytířský statek. Mezi lety 1974 a 1990 bylo Lindenau součástí obce Frauendorf.

## Přírodní poměry
Lindenau leží na jihu Braniborska poblíž braniborsko-saské hranice a zároveň na severozápadě Horní Lužice na hranici s Dolní Lužicí. Západním okrajem obce protéká řeka Pulsnitz. Východně od zástavby se nachází lesní porosty, severně pak zemědělsky využívané plochy a rybník Großer Teich. Jihovýchodní částí obce prochází spolková dálnice A14.

## Správní členění
Obec Lindenau se skládá pouze ze stejnojmenné vesnice a nedělí se na žádné místní části.

## Osobnosti
- Walter Besig (1869–1950), malíř
- Oskar Kaubisch (1882–1959), učitel, fotograf a vlastivědec

## Pamětihodnosti
- renesanční zámek s barokní úpravou
- zámecký kostel ze 17. století